# 阿列克谢·齐齐巴宾
阿列克谢·叶夫根涅维奇·齐齐巴宾（俄语：Алексей Евгеньевич Чичибабин）是一名俄国至苏联时期的有机化学家，1871年3月17日出生在库泽明（今乌克兰苏梅州），1945年8月15日在法国巴黎离世。

## 生平
齐齐巴宾在1871年3月17日出生。他在1888至1892年求学于莫斯科国立大学，并在圣彼得堡国立大学获得博士学位。1896年与Vera Vladimirovna结婚。1909年，齐齐巴宾在莫斯科皇家技术学院担任教授职位直至1929年。1930年，女儿娜塔莎因一次工业发烟硫酸事故而去世，之后齐齐巴宾前往巴黎并定居于此。这个决定也使他在1936年被蘇聯科學院取消院士稱號（后1990年3月22日蘇聯科學院大會決定追授院士稱號），1937年1月5日苏联中央选举委员会剥夺了他的苏联國籍。1931年起，他开始在法兰西公学院工作，直至离世。他的遗体被埋葬在巴黎的圣讷维耶沃-德布瓦俄罗斯公墓。

## 科学研究及成就
齐齐巴宾对有机化学作出诸多贡献，以齐齐巴宾命名的有：齐齐巴宾吡啶合成，齐齐巴宾吡啶胺化反应（又称齐齐巴宾反应），齐齐巴宾吡啶缩合反应 ，以及波尔多–齐齐巴宾醛合成。
1926年，齐齐巴宾获得列宁奖。
齐齐巴宾编写《有机化学基础》（Osnovnye nachala organicheskoy khimii），此书后来被用作苏联大学等级的化学教科书，并被翻译成捷克语、斯洛伐克语、匈牙利语、法语、西班牙语、英语与汉语。

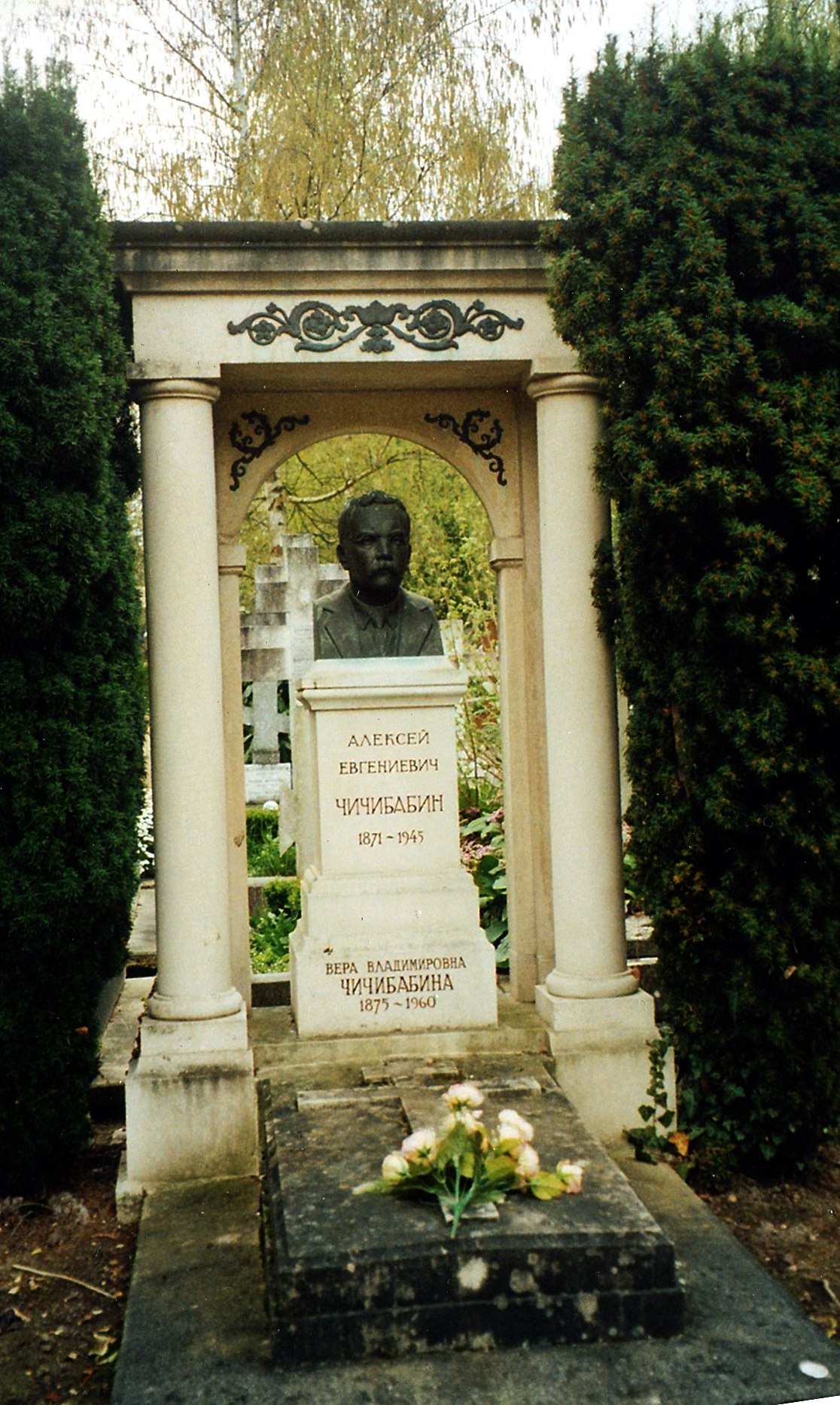
齐齐巴宾的遗体葬于圣讷维耶沃-德布瓦俄罗斯公墓